# Józef Rautenstrauch
Józef Rautenstrauch (ur. 13 listopada 1773 w Warszawie, zm. 28 sierpnia 1842 tamże) – polski i rosyjski generał dywizji, Szef Wydziału Działań Wojennych Ministerstwa Wojny w 1811 roku, od 1832 Prezes Teatrów Rządowych w Królestwie Kongresowym, radca stanu Królestwa Kongresowego w 1830 roku, członek Komisji Najwyższej Egzaminacyjnej w Królestwie w 1829 roku.
Spośród Polaków w służbie carskiej w XIX wieku był tym, który posiadał najznamienitsze odznaczenia.

## Młodość

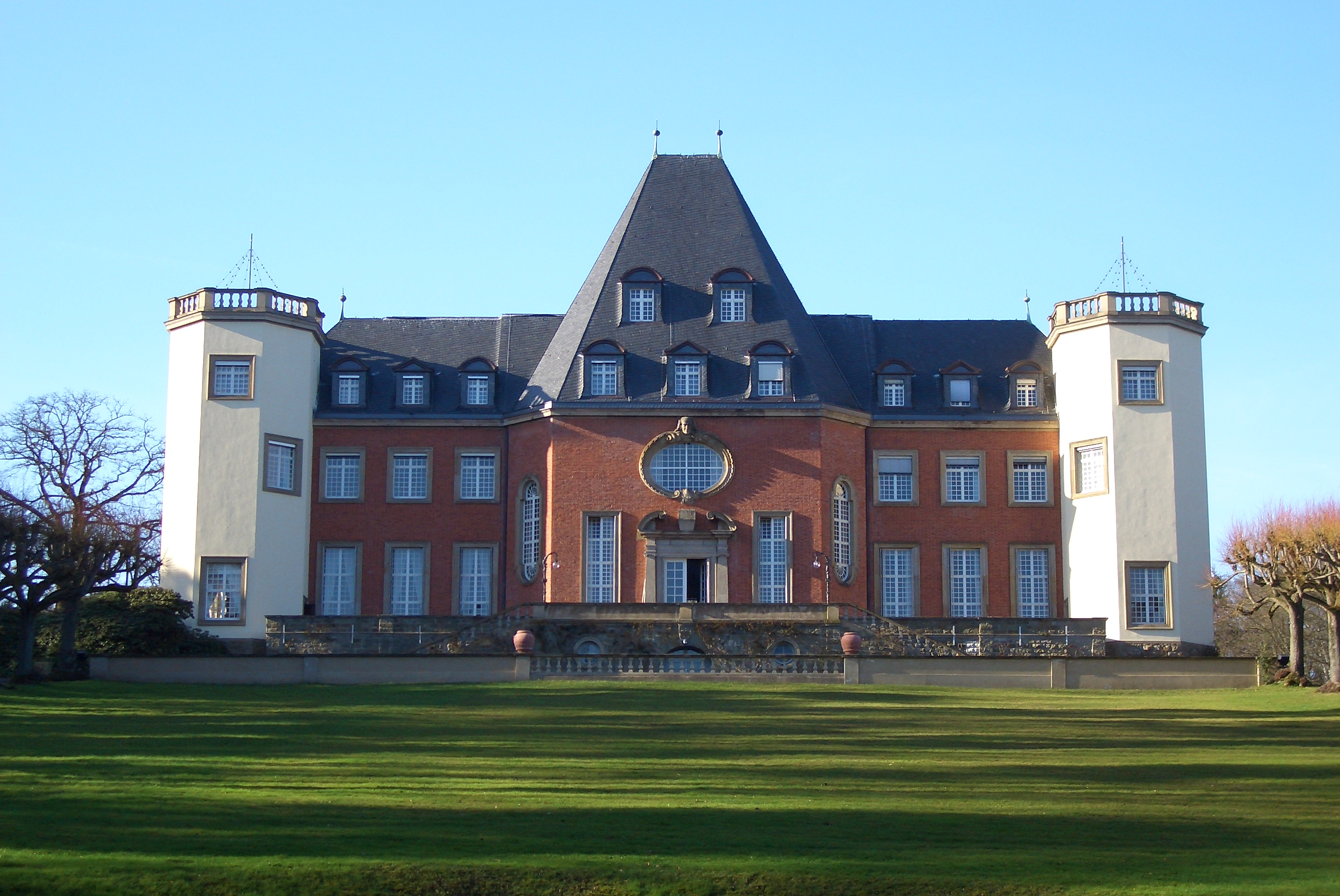
Birlinghoven, b. zamek Rautenstrauchów w Sankt Augustin k. Bonn, koniec XIX w.

Rautenstrauch pochodził z bogatej mieszczańskiej rodziny warszawskiej o początkach niemieckich, był synem kupca korzennego Jana i Ludwiki z domu Chevalier de Beaulieu. Rodzina Rautenstrauchów wywodziła się z okolic Kolonii i Bonn, przywędrowała do Polski w 1. poł. XVIII wieku (pozostali w Niemczech potomkowie rodziny uzyskali w XIX wieku duże znaczenie jako przemysłowcy i otrzymali nobilitację). Jan Rautenstrauch posiadał także wspólnie ze szwagrami Chevalierami garbarnię, o którą Józef, z natury pieniacz, później procesował się z wujami. Rodzina matki, kupcy bławatni w Warszawie, przywędrowała z Francji na pocz. XVIII wieku. W 7 roku życia Józef wstąpił jako kadet do Szkoły Inżynierów (Saperów) Koronnych, lecz wkrótce ją opuścił. Powrócił do szkoły mając lat 13 i ukończył ją w roku 1788, uzyskując stopień podoficera, po czym został zatrudniony przy budowie koszar kadeckich w Warszawie. Podczas inspekcji prac budowlanych król Stanisław August Poniatowski zwrócił uwagę na zdolnego chłopaka o wyglądzie typowego Francuza, swobodnie władającego paroma językami (z domu rodzinnego wyniósł oprócz polskiego także niemiecki i francuski), piszącego pięknym kaligraficznym pismem, i przeniósł go na początku roku 1790 do swej kancelarii, awansując go na podporucznika i uzyskując dla niego (17-letniego młodzieńca !) 25 listopada 1790 poprzez decyzję Sejmu Czteroletniego nobilitację z herbem własnym. W królewskiej kancelarii Rautenstrauch pozostał do roku 1792, a więc nie brał czynnego udziału w wojnie polsko-rosyjskiej tego roku. Rok później powrócił w stopniu porucznika do wojska, gdzie służył w sztabie generalnym.
Po wybuchu insurekcji Kościuszki Rautenstrauch zgłosił akces do powstania i brał udział w obronie Warszawy przeciw szturmowi wojsk rosyjskich i pruskich, z Prusakami walczył m.in. pod Powązkami, a z Rosjanami na przedpolach Pragi. 10 września 1794 Kościuszko mianował go sztabskapitanem i swym przybocznym adiutantem.
Od roku 1798 Rautenstrauch przebywał w Petersburgu i porządkował dokumenty i korespondencję, pozostałe tam po śmierci Stanisława Augusta. Po powrocie do Polski (1800) zaprzyjaźnił się blisko z królewskim bratankiem ks. Józefem – był jego osobistym sekretarzem, brał udział w hucznych zabawach w Pałacu Pod Blachą i Jabłonnie. Wtedy także po raz pierwszy zetknął się osobiście z pracą w teatrze – jako bardzo chwalony aktor brał udział w amatorskich przedstawieniach sztuk francuskich, organizowanych przez księcia Józefa w przebudowanej na te cele sali w pałacu Radziwiłłów przy ul. Krakowskie Przedmieście.

## W czasach napoleońskich

Odwrót spod Moskwy

W grudniu roku 1806, po wycofaniu się Prusaków z Warszawy, Rautenstrauch wstąpił do wojsk polskich w randze kapitana. Pod koniec tego miesiąca został adiutantem przybocznym ks. Józefa Poniatowskiego. Wziął udział w kampanii roku 1807, za którą otrzymał wysokie i rzadko nadawane odznaczenie, Krzyż Kawalerski Virtuti Militari. W roku 1808 uzyskał awans na szefa sztabu I Dywizji i pułkownika. W kampanii roku 1809 odznaczył się pod Raszynem, pod Gorzycami i pod Sandomierzem, pod koniec tego roku otrzymał Order Legii Honorowej 5. klasy. W latach 1810–1812 brał udział u boku gen. Wielhorskiego jako wysoki urzędnik warszawskiego Ministerstwa Wojny w przygotowaniach do wojny z Rosją. W 1812 roku przystąpił do Konfederacji Generalnej Królestwa Polskiego. W czasie kampanii rosyjskiej Napoleona Rautenstrauch był zastępcą szefa sztabu 5. korpusu tzw. Grande Armée. Za dzielność w czasie szturmu Smoleńska 17 sierpnia 1812 otrzymał Legię Honorową 4. klasy. W czasie odwrotu Wielkiej Armii spod Moskwy chory Rautenstrauch jechał wraz z rannymi ks. Józefem (przygniótł go zraniony koń) i Arturem Potockim kolaską, spotkali wtedy Napoleona (którego wierzchowiec padł z wyczerpania) idącego pieszo, odzianego w futro sobolowe i wspierającego się na lasce. Cesarz wszedł do kolaski, zapytał o ich zdrowie, po czym ruszył dalej piechotą. Po powrocie do Warszawy Rautenstrauch został mianowany generałem brygady (3 lutego 1813). W kampanii tego roku w VIII Korpusie ks. Józefa wziął udział w paru pomniejszych bitwach, na koniec w bitwie pod Lipskiem został ranny i dostał się do niewoli pruskiej.

## W Królestwie Kongresowym do 1830

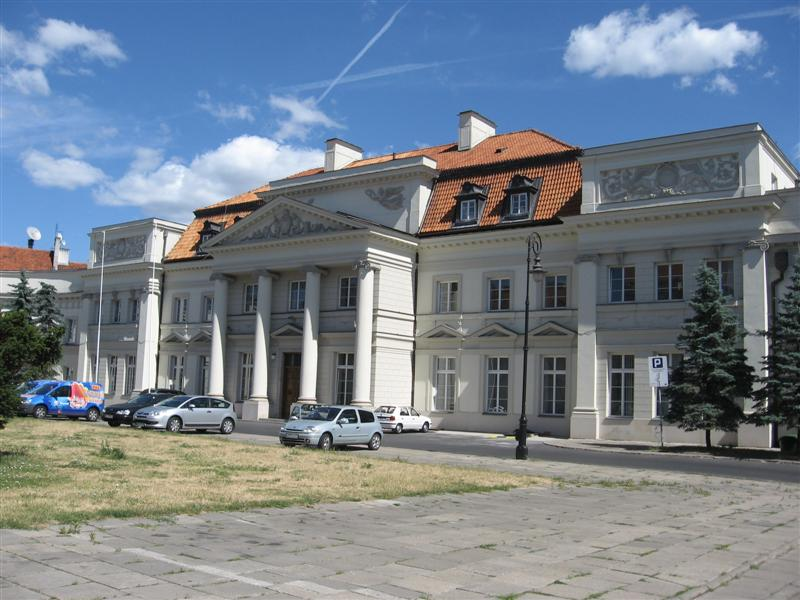
Dawny Pałac Prymasowski w Warszawie

Po powrocie do Warszawy z niewoli pruskiej Rautenstrauch natychmiast się zgłosił do służby w wojsku Królestwa Kongresowego. Uznano jego rangę generała brygady z roku 1813, w 1815 mianowano go generałem dyżurnym, którym pozostał do pierwszych dni Powstania listopadowego, i zlecono mu opracowanie statutów Komisji Rządowej Wojny (KRW). Po ukończeniu tej pracy i stworzeniu KRW (1816) generał został mianowany Generalnym Dyrektorem II Dyrekcji (personalnej) Komisji i otrzymał służbowe apartamenty w Pałacu Prymasowskim na ul.Senatorskiej, którymi dysponował bodaj do końca życia. W roku 1816 generał został mianowany radcą stanu, a w latach do 1819 kierował komisją weryfikującą nadania Orderu Virtuti Militari w czasach napoleońskich. Posypały się na niego ordery carskie (zob. Odznaczenia). Mniej chwalebną kartą w jego życiu był udział w komisji śledczej w sprawie polskich związków wolnomularskich, która działała od 1822 do 1826 roku. Zeznania niektórych przesłuchiwanych, m.in. Łukasińskiego, poważnie obciążyły wielu członków Towarzystwa Patriotycznego. Rautenstrauch często prowadził przesłuchania osobiście. Po zakończeniu śledztwa sporządził obszerny raport, przetłumaczony na francuski i rosyjski. Przesłany nowemu carowi Mikołajowi I wzbudził wielkie uznanie nowego władcy, i na Rautenstraucha posypały się dalsze dowody monarszej łaski; awans na generała dywizji (1826), czy ustępujący rangą tylko najwyższemu carskiemu orderowi św. Andrzeja order św. Aleksandra Newskiego (1829), zaś córka Laura otrzymała godność cesarsko-królewskiej damy dworu.
Przy tych wszystkich wysokich honorach Rautenstrauch pozostał jednocześnie nieodrodnym potomkiem zapobiegliwych kupców warszawskich: skupował grunty i nieruchomości na terenie stolicy, które potem z dużym zyskiem sprzedawał państwu na cele wojskowe, prowadził na Żoliborzu, w swym folwarku Fawory, ogrody letnie „Tivoli” i „Fraszki” z kawiarnią, karuzelami, huśtawkami i występami orkiestry, cieszące się wielką popularnością wśród mieszkańców stolicy (na tym terenie, sprzedanym przez generała władzom z sowitym zyskiem, wybudowano później warszawską cytadelę) i posiadał także ogrody rozrywkowe Frascati z letnią restauracją. W 1830 roku został nagrodzony Znakiem Honorowym za 30 lat służby.

## Powstanie listopadowe
Naprawdę tylko z trudem można nadać Rautenstrauchowi miano „powstańca listopadowego”. W czasie Nocy Listopadowej znajdował się wraz z oficerami przeciwnymi powstaniu w pobliżu Arsenału i był świadkiem śmierci kolegi z lat napoleońskich gen. Blumera, który padł od kul powstańczych. Potem Rautenstrauch wraz z innymi oficerami wiernymi carowi usiłował zorganizować opór nieopodal Arsenału, na Placu Bankowym, bezskutecznie namawiając m.in. innego kolegę z dawnych lat, generała Żymirskiego, do ataku na oddziały insurgentów. Działalność Rautenstraucha w strukturach Powstania ograniczyła się do okresu ok. czterech dni, gdy przed powołaniem gen. Izydora Krasińskiego na stanowisko ministra wojny zarządzał ówczesnym MON, Komisją Rządową Wojny, i był tzw. generałem dyżurnym. Poza tym unikał wszelkiej działalności. W czasie czerwcowych zamieszek roku 1831 w Warszawie, gdy oskarżono kilkunastu cywilów i wojskowych o współpracę z wrogiem i uwięziono ich na Zamku (miesiąc później inny kolega Rautenstraucha, gen. Antoni Sałacki, więzień na Zamku, został zlinczowany przez motłoch warszawski), Rautenstraucha aresztowano, ale wkrótce zwolniono na podstawie zaświadczenia lekarskiego. Ostatnie miesiące powstania generał przesiedział cicho „na chorobowym” w Warszawie, zapewne pomny swych przeżyć z okresu insurekcji kościuszkowskiej, obrony Warszawy przed szturmem wojsk Suworowa i rosyjskiej rzezi ludności Pragi. Gdy nastała kapitulacja stolicy, zgłosił się natychmiast do władz rosyjskich i otrzymał od ks. Paskiewicza zadanie reorganizacji dawnej KRW.

## W armii rosyjskiej
Już w roku 1831 Rautenstrauch został naczelnikiem wojennym województwa mazowieckiego, jednocześnie kierował biurami znajdującej się w likwidacji KRW. W tym samym roku car Mikołaj I powołał go ukazem na stanowisko członka Rządu Tymczasowego kierującego resortem Oświecenia i Wyznań Religijnych. 16 marca 1832 przyjęto Rautenstraucha do armii Imperium Rosyjskiego w stopniu generała-lejtnanta (gen. dywizji), w roku 1834 postąpił na generała-adiutanta, (ranga odpowiadała generałowi broni). Natychmiast po wcieleniu Orderu Orła Białego do systemu odznaczeń rosyjskich nadano go Rautenstrauchowi (1832) jako pierwszemu z Polaków. Zaproponowano mu tytuł hrabiowski, ale nie przyjął go nie posiadając męskiego potomstwa. Otrzymał oprócz tego funkcję zastępcy namiestnika Paskiewicza w Radzie Stanu, kierownika spisu i zaciągu wojskowego oraz najwyższego dowódcy kompanii inwalidzkich, szpitalnych i poprawczych więziennych. Pod koniec swej kariery został również Naczelnym Dyrektorem Komunikacji Lądowych i Wodnych. Wszystkie te stanowiska uzyskał dzięki wielkim zdolnościom organizacyjnym i mrówczej pracowitości, ale także dzięki niezachwianej lojalności wobec władz zaborczych. Należy przy tym nadmienić, że nieustannie pomagał i udzielał poparcia znajdującym się często bez środków do życia oficerom i urzędnikom byłych wojsk polskich, którym odebrano emerytury czy też możliwość zatrudnienia na posadach państwowych.

## Człowiek teatru
W roku 1833 Rautenstrauch objął stanowisko „Prezesa Dyrekcji teatrów i wszelkich widowisk dramatycznych i muzycznych w Królestwie Polskim”. Jako zwierzchnik teatrów generał zdobył niepoślednie zasługi: dokończył budowę stołecznego Teatru Wielkiego i wzniósł obok Teatru Wielkiego Teatr Rozmaitości (otwarcie w roku 1836), gdzie wystawiano sztuki o lżejszym repertuarze. Budynek teatru posiadał ogrzewanie, co było wielką nowością jak na owe czasy. W latach 1835–1839 przeprowadzono pod kierownictwem Rautenstraucha remonty teatru w Kaliszu oraz Amfiteatru i Starej Pomarańczarni w Łazienkach. W roku 1840 uzyskał od rządu carskiego przyznanie stałej dotacji (200 000 zł) dla chronicznie deficytowych scen stołecznych. Jego inicjatywą było otwarcie w 1835 r. pierwszej polskiej szkoły aktorskiej, gdzie szkolono również artystów baletu i śpiewu. Dla aktorów i innych pracowników teatru uzyskał te same uprawnienia, które mieli urzędnicy państwowi, łącznie z zabezpieczeniem emerytalnym. W chwili jego śmierci teatry warszawskie posiadały nadwyżkę budżetową w wys. 580 000 złotych.

## Stosunki rodzinne

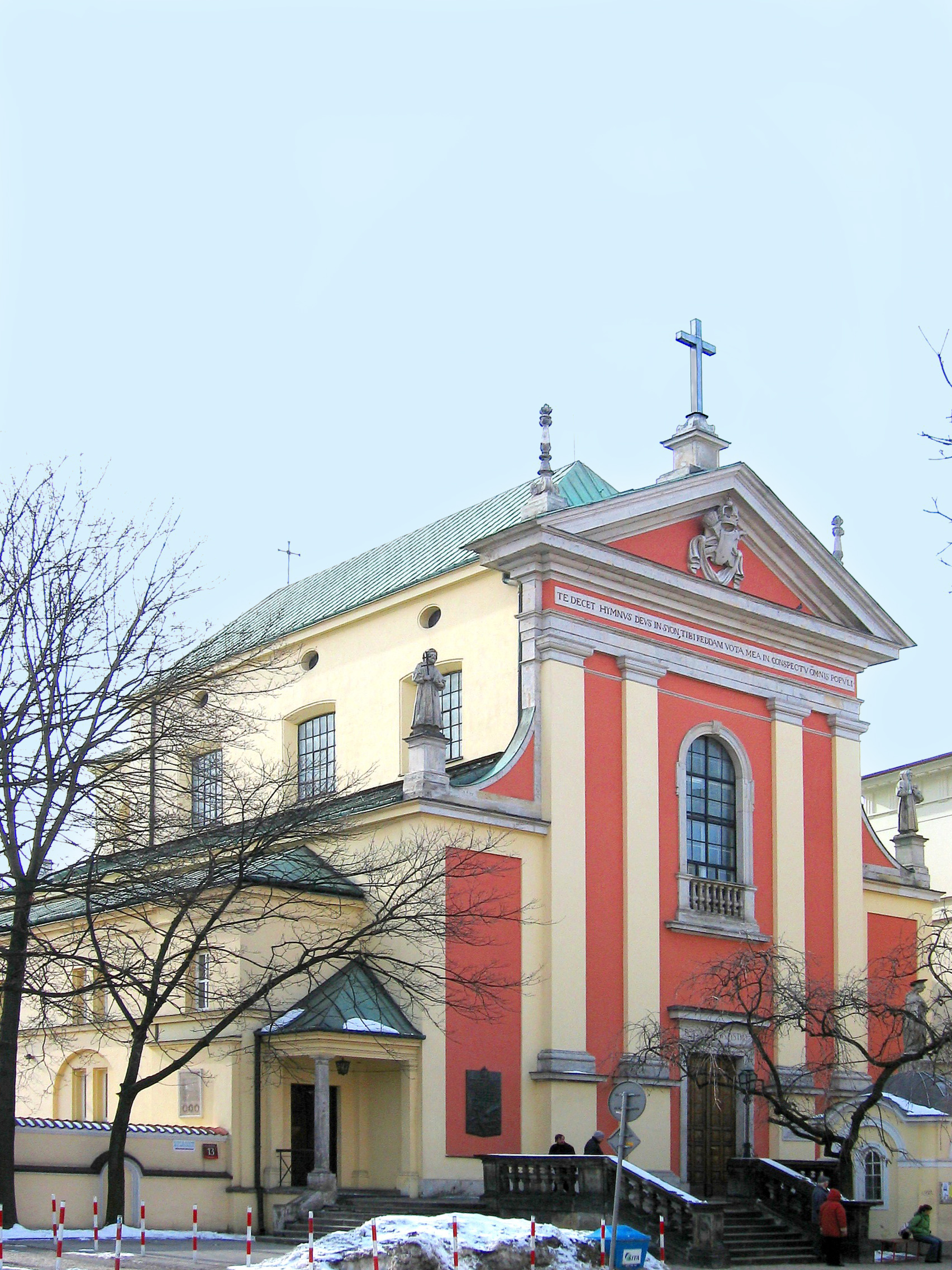
Kościółek Kapucynów w Warszawie (cmentarzyk znajdował się po stronie płd.-lewej)

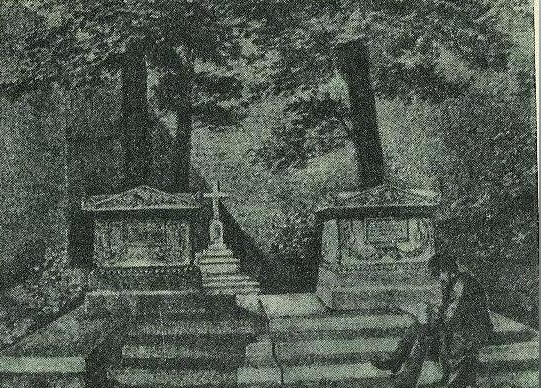
Nieistniejące dziś groby Rautenstrauchów („Gazeta Warszawska”, 1890)

Rautenstrauch był dwa razy żonaty: najpierw z Heleną Weroniką z Dzierżanowskich (1790–1842), z którą miał córkę Laurę (1811–1843). Ok. roku 1817 Helena nawiązała romans z cesarzem Aleksandrem I i urodziła (prawdopodobnie jemu) w 1818 r. syna, znanego później jako Gustaw Ehrenberg, w związku z czym generał, nie chcąc uznać dziecka, wziął z nią rozwód jeszcze przed narodzinami Ehrenberga. W roku 1822 poślubił Łucję z ks. Giedroyciów, pisarkę epoki romantyzmu, ale już w roku 1827 doszło do rozdzielenia „łoża i stołu”. Małżonkowie nie wzięli wprawdzie rozwodu, ale potomstwa nie mieli. Po roku 1831 drogi ich się rozeszły ostatecznie (lecz nadal bez przeprowadzenia rozwodu): generał pozostał w Warszawie, a generałowa zaczęła wojażować po Europie. Do stolicy powróciła dopiero po śmierci męża.
Generała i córkę Laurę, od 1835 żonę kapitana ułanów Franciszka Gabriela Buyno h. Ślepowron, kawalera Virtuti Militari, pochowano na cmentarzyku przy kościele kapucynów na ul. Miodowej w Warszawie w grobowcach projektu Aleksandra Kozubowskiego. W roku 1886 pogrzebano tam także Łucję z ks. Giedroyciów Rautenstrauchową. Z biegiem czasu ogrody kapucyńskie, na terenie których znajdował się cmentarzyk, rozparcelowano pod budowę kamienic. Generał i jego córka zapisali byli w swoim czasie poważne sumy na utrzymanie cmentarza, pod warunkiem by na wieczne czasy nie naruszono ich grobów, tak że z cmentarzyka pozostały w końcu tylko ich sarkofagi i pomnik zmarłych na zarazę z roku 1708. Zakątek z tymi pomnikami uległ uszkodzeniu w roku 1944. Ostatecznie szczątkowy cmentarz zniwelowano w czasie budowy Trasy W-Z. Nie wiadomo, gdzie złożono szczątki Rautenstrauchów.
Jedyny wnuk generała Tadeusz Buyno (1842–1921), koniuszy dworu carskiego, żonaty z Zofią z hr. Plater-Zyberk, potomstwa nie pozostawił.

## Odznaczenia gen. Józefa Rautenstraucha
- Order Virtuti Militari 3. kl. – 1808
- Legia Honorowa 5. kl. – 1809
- Legia Honorowa 4. kl. – 1812
- Order Świętego Włodzimierza 3. kl. – 1815
- Order Świętego Stanisława 4., 3. i 2. kl – 1816, nadane w przeciągu 6 dni
- Order Świętego Stanisława 1. kl. – 1818
- Order Świętej Anny 1. kl. – 1820
- Order Świętego Włodzimierza 2. kl. – 1825
- Order Świętej Anny 1. kl. z brylantami – 1827
- Order Świętego Aleksandra Newskiego – 1829
- Znak Honorowy za XXX lat Nieskazitelnej Służby Oficerskiej – 1830
- Order Orła Białego (Rosja) – 1832
- Order Świętego Włodzimierza 1. kl. – 1834
- Order Orła Czerwonego 1. kl. – 1840
- Order Świętego Aleksandra Newskiego z brylantami – 1840